# 大野稼頭央
大野 稼頭央（おおの かずお、2004年8月6日 - ）は、鹿児島県大島郡龍郷町（奄美大島）出身のプロ野球選手（投手）。左投左打。福岡ソフトバンクホークス所属。

## 経歴

### プロ入り前
龍郷町立戸口小学校3年時から野球を始める。龍郷町立龍南中学校時代には離島甲子園で4強に進出した。
中学卒業後は本土の強豪私学の誘いを断り、島から甲子園を目指し、地元奄美大島の鹿児島県立大島高等学校に進学した。高校では1年秋からエースを務め、2年春に県大会4強、同年夏は8強。秋の鹿児島県大会に優勝して出場した秋の九州大会は興南高等学校を完封するなどの活躍で準優勝を果たし、8年ぶり2度目となるセンバツ出場に貢献した（1度目の出場は21世紀枠での出場であり、一般枠では初）。そしてエースとして出場した3年春の第94回選抜高等学校野球大会は1回戦で明秀学園日立高等学校と対戦したが、169球を投げ完投したものの8失点を喫し敗退した。同年夏は県大会全6試合49イニングを1人で投げ抜き決勝に進出するも、鹿児島実業高等学校に敗れ春夏連続出場を逃した。大会終了後の8月29日にプロ志望届を提出した。
2022年10月20日に行われたプロ野球ドラフト会議において、福岡ソフトバンクホークスから4位指名を受け、11月13日に契約金4000万円、年俸500万円（金額はいずれも推定）で仮契約を結んだ。背番号は60。奄美大島の高校出身初のプロ野球選手となった。担当スカウトは加藤領健。

### ソフトバンク時代
2023年4月11日に行われた四軍交流戦、対香川オリーブガイナーズ戦でプロ野球選手として初登板。二軍公式戦の登板はなかったが、三軍・四軍戦では45試合の登板で58回2/3を投げ、1勝0敗1セーブ、防御率1.38を記録する。10月28日に行われたみやざきフェニックス・リーグ、対読売ジャイアンツ戦で二軍戦初登板し、1回を2安打無失点で抑えた。
2024年はウエスタン・リーグでも初めて登板。5試合に登板して2勝0敗、防御率1.93の成績を残す。10月18日に行われたフェニックス・リーグの対千葉ロッテマリーンズ戦で先発し、6回8安打5失点を記録するも、7奪三振を奪った。
2025年は、ウエスタン・リーグで5試合に登板して1勝0敗、防御率1.17を記録し、5月27日に一軍に初昇格した。

## 選手としての特徴
高校2年秋では9試合89イニング、同3年夏では6試合49イニングを投げ抜いたスタミナに自信を持つ先発完投型の左腕。
持ち球は最速149km/hのストレート、スライダー、カーブ、チェンジアップ。高校3年夏の県大会敗退後にはスプリットも習得した。

## 人物
名前である「稼頭央」の由来は、松井稼頭央の大ファンだった父親が名付けた。松井の名前が登録名（本名は和夫）であるのに対し、大野の場合は本名である。

## 詳細情報

### 記録

#### 初記録
投手記録
- 初登板：2025年6月1日、対東北楽天ゴールデンイーグルス11回戦（楽天モバイルパーク宮城）、8回裏に5番手で救援登板・完了、1回無失点[22]
- 初奪三振：同上、8回裏に宗山塁から空振り三振[22]

### 背番号
- 60（2023年[6] - ）

### 登場曲
- 「群青」YOASOBI（2023年 - ）
- 「High High High」カサリンチュ（2023年 - ）